# Wierzchówka (rejon barski)
Wierzchówka (ukr. Верхівка) – wieś na Ukrainie, w obwodzie winnickim, w rejonie barskim.
Wieś bojarska Wierzchowka położona była w pierwszej połowie XVII wieku w starostwie niegrodowym barskim w województwie podolskim. Odpadła od Polski w wyniku II rozbioru.